# Monika Debertshäuser
Monika Debertshäuser (n. 18 septembrie 1952, Sonneberg, Republica Democrată Germană, Germania) este o schioară de fond ce a reprezentat Germania, medaliată olimpică. A participat la o ediție a Jocurilor Olimpice (1976) în care a câștigat o medalie de bronz.